# 戈夫 (堪薩斯州)
戈夫（英語：Goff）是一個位於美國堪薩斯州尼馬哈縣的城市。

## 地方資料
根據2020年美國人口普查的數據，戈夫的面積為0.53平方千米，當中陸地面積為0.53平方千米，而水域面積為0.00平方千米。當地共有人口106人，而人口密度為每平方千米200人。